# NGC 533
NGC 533 is een elliptisch sterrenstelsel in het sterrenbeeld Walvis. Het hemelobject werd op 8 oktober 1785 ontdekt door de Duits-Britse astronoom William Herschel.

## Synoniemen
- GC 315
- H 2.462
- h 121
- MCG +00-04-131
- PGC 5283
- UGC 992
- ZWG 385.121